# Сафонов Тимофій Олексійович
Тимофій Олексійович Сафонов (нар. 4 лютого 1873, Київ — пом. 29 травня 1930, Київ) — український художник, живописець.

## Біографія
Народився 4 лютого 1873 року в Києві, походив з роду Сафонових. Навчався малюванню у школі художника Миколи Мурашка. Після її закінчення виїхав до Петербурга і вступив до Академії Мистецтв, де на той час викладали І. Ю. Рєпін, А. І. Куїнджі, П. П. Чистяков та інші.
Ще студентом у 1894—1895 роках допомагав В. М. Васнецову і М. В. Нестерову розписувати інтер'єр Володимирського собору в Києві. В 1896 році для Нижньогородської Ярмарки переніс на полотно два ескізи М. О. Врубеля «Принцеса Мара» і «Микула Селянинович».
Після закінчення навчання з 1897 по 1902 рік працював у Києві, написав багато етюдів, картин, заснував свої курси живопису і малювання. В 1902—1903 роках Т. О. Сафонов разом з відомим художником М. В. Нестеровим працював над розписом церкви в грузинському стилі в місті Абастумані на Кавказі.
Працюючи у Києві у 1897—1902 роках, Тимофій Олексійович знайомиться із Ганною Миколаївною Мельниковою, талановитою піаністкою, яка стає його дружиною в 1900 році.
В 1904 році в Кременці відкривається комерційне училище, куди Т. О. Сафонов був запрошений на посаду викладача малювання. Родина, у якій уже було дві трьохрічні доньки — близнята Марія і Ксенія — переїздить у Кременець.
Десять років роботи у Кременці (1904—1914) були періодом розквіту його творчості. За цей час було написано цілий ряд картин: «Бурелом» (1905), Автопортрет, «Гора Бона», Каплиця на Божій горі, Болгарин з мавпочкою (1912), «У своєму саду», «Портрет Марусі» (1908), «Дедеркальський пейзаж» та інші. «Думи мої, думи» (1911) — полотно написане до Шевченківської річниці було представлене в 1914 році на Всесвітній виставці в Парижі. Його педагогічний талант і організаторські здібності були відзначені. 2 травня 1906 року нагороджений орденом святого Станіслава III ступеня.

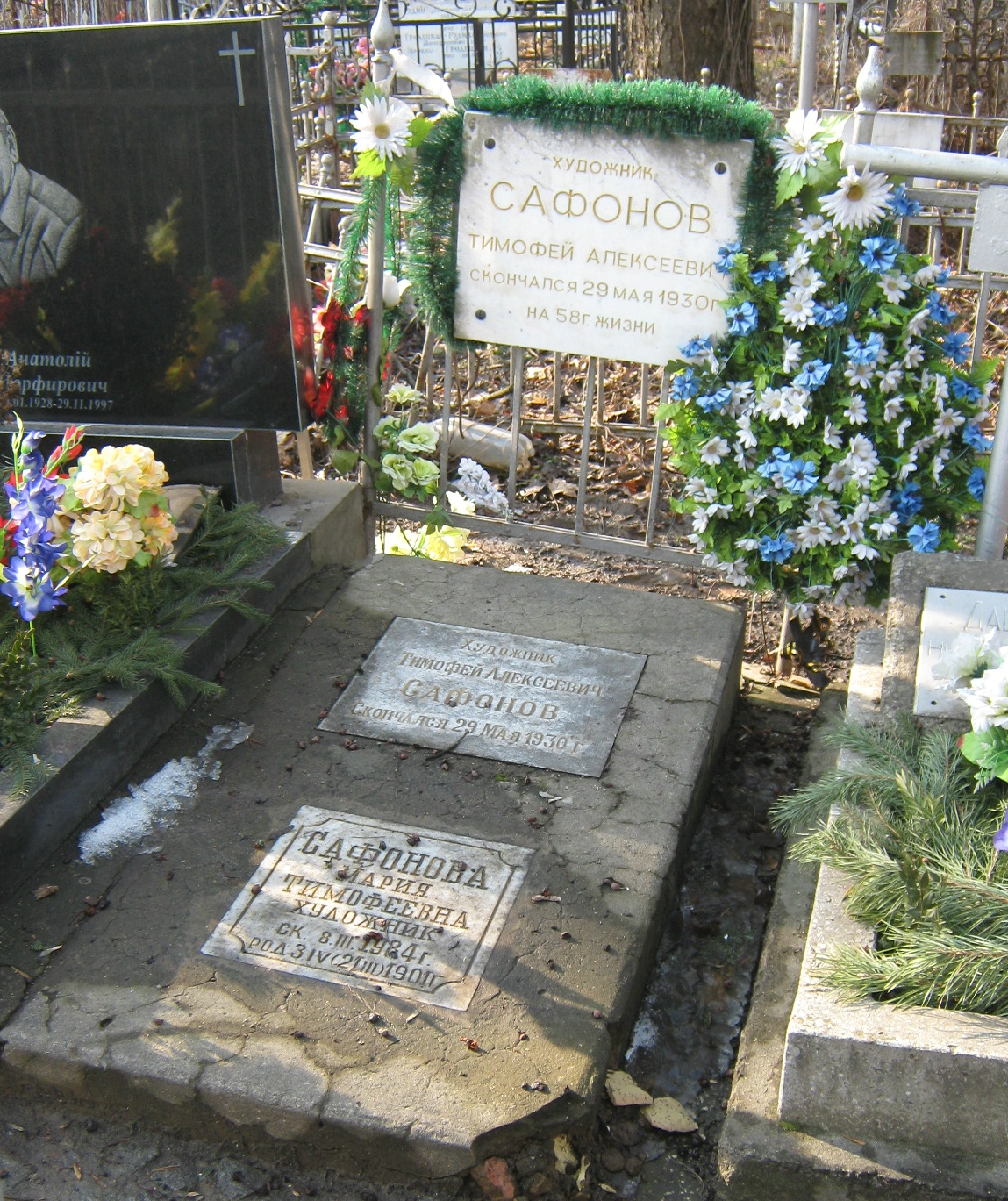
Могила Тимофія Сафонова

Тимофій Олексійович організовує курси малювання, де безкоштовно могли навчатись діти бідняків. Був активним учасником художнього життя цілої країни: в 1910 році в Катеринославі за відмінне викладання був нагороджений похвальною грамотою і малою золотою медаллю, в 1911 році запрошений на з'їзд Московського товариства викладачів графічних робіт, де демонстрував роботи своїх учнів, за які був нагороджений золотою медаллю, в 1912 році знову був нагороджений на виставці в Катеринославі золотою медаллю, в 1913 році на виставці у Києві — великою золотою медаллю, в цьому ж році виступав з доповіддю на з'їзді художників у Петербурзі, йому було присвоєно звання професора.
В 1914 році, коли почалась Перша світова війна родина Сафонових виїжджає з Кременця до Ромен, де Тимофій Олексійович викладав малювання до 1918 року, а потім з 1919 року у Київ.
З 1919 року і до кінця життя художник проживає у Києві: викладає в Київському інституті народної освіти, Київському педагогічному технікумі імені Пирогова, виступає з лекціями на різних курсах, багато друкується у пресі з питань методики викладання образотворчого мистецтва.
У 1920 році в одній із кімнат своєї квартири Тимофій Олексійович організовує художню студію, яка проіснувала до смерті художника.
Помер 29 травня 1930 року після важкої хвороби. Похований в Києві на Лук'янівському кладовищі (ділянка № 15, ряд 7а, місце 11).
Більшість робіт митця були знищені під час окупації Києва в роки Другої світової війни.

## Родина
Доньки:
- Марія — стала художником по костюмах на кіностудії «Мосфільм», працювала з режисером Сергієм Ейзенштейном над стрічками «Іван Грозний», «Олександр Невський».
- Ніна — закінчила театральний інститут і 23 роки працювала декламатором у Київській філармонії.
- Ксеня — померла молодою в 1942 році під час евакуації в Середній Азії.[1]